# 600 кг золота
«600 кілограмів золота» (фр. 600 kilos d'or pur) — французький художній фільм Еріка Бенара. Прем'єри відбулися: 5 серпня 2010 року у Франції та 25 серпня 2010 року у Бельгії, 10 березня 2011 року у Росії. В Україні фільм вийшов 26 травня 2011. Фільм знімався у Французькій Гвіані з 31 серпня по 24 жовтня 2009 року.

## Сюжет
Кілька відчайдушних шукачів пригод об'єднуються, аби придбати золотодобувну шахту в Гаяні. Коли ризикована операція зривається, героям доводиться спішно ховатися у гелікоптері, який зазнає аварії в непролазних джунглях. З собою в мандрівників 600 кілограмів золота. Незабаром ця ноша стає занадто важкою...
Незабаром інстинкт виживання бере верх над жагою багатства, але ніхто не хоче залишатися в дурнях. І ось вже золота лихоманка перетворює колишніх товаришів у смертельних ворогів...

### В ролях
- Кловіс Корніяк — Вірджил
- Одрі Дана — Каміль
- Патрік Шенэ — Джордж
- Клаудіо Сантамарія — Енсо
- Бруно Соло — Ремі
- Ерік Ебоні — Мельхіор
- Жерар Клейн — Моріс
- Мехді Неббу — Норіс
- Юбер Сен-Макарі — Дюваль
- Жан-П'єр Мартен — Ліонель
- Джулі Параенсе — Міна
- Серж Абатуччі — людина у землянці

### Художники
- Марк Тібо — постановник
- Серж Фернандес
- Ольга Міхаловська — по костюмах